# Rachel Chikwamba
Rachel Chikwamba est une bio-généticienne (en) zimbabwéenne. Au sein du Conseil pour la Recherche Scientifique et Industrielle (en) (CSIR) elle dirige le groupe chargé des alliances stratégiques et de la communication. Les recherches du Dr Chikwamba concernent les produits pharmaceutiques fabriqués à base de plantes (en) et le génie métabolique (en),,. Elle a travaillé sur plusieurs plantes, dont le sorgho, le maïs et la banane.
Elle est un membre actif de l'Académie des sciences d'Afrique du Sud.